# Basilio Torrecillas

Basilio Moreno Torrecillas del Saz, apocopado Basilio Torrecillas (Huete, obispado de Cuenca, Castilla la Nueva, s/f. – Buenos Aires, 1812), alcalde de hermandad de la Banda del Norte, fue uno de los patriotas porteños que en el cabildo abierto del 22 de mayo de 1810 votó por la destitución del virrey Baltasar Hidalgo de Cisneros y la formación de una junta de gobierno. Dicho voto fue realizado con su firma, como todos los participantes, quedando registrado en las actas de dicho Congreso, poniendo en juego sus patrimonios, sus familias y hasta sus vidas. Podemos considerar entonces, que ese día fue el del nacimiento de una nueva Nación, al romper los lazos de tres siglos de dominación de España.
Su nombramiento como Alcalde de Hermandad de la Banda del Norte (actuales barrios de Retiro, Recoleta, Palermo y Belgrano), proviene de una ordenanza del Cabildo en 1809, ratificado en su cargo en enero de 1810. Era una especie de Comisario y Juez de Paz al mismo tiempo, y tenía como misión conservar la seguridad de las afueras de la ciudad de Buenos Aires y perseguir el contrabando en los llamados «Montes Grandes».
Nacido en un hogar de la baja nobleza rural, la tradición familiar dice que llegó a Río de la Plata en 1777, con la expedición de Pedro de Cevallos —primer virrey del Río de la Plata—, pero no se cuenta con documentación que lo avale.
Era cuñado del presbítero Manuel Alberti —vocal de la primera junta de gobierno— pues se casó con su hermana, María Matilde Alberti y Marín, el 4 de diciembre de 1793. Esta familia emparentó con otras principales, como Pueyrredón, Marín, Pérez de Velazco, Dogan, Chiclana, Pieres, y Morón. Tenía como actividad primordial un negocio de fabricación y venta de jabones, en San Pedro Telmo.
Su casa principal, según figura en su testamento, se encontraba en las actuales Viamonte y Esmeralda, esquina noroeste. Entre sus bienes además contaba con ocho esclavos como servidumbre y tenía una quinta «con rancho y monte de duraznos» que daba como fondo al río, en las actuales Avenida Las Heras y Salguero, donde ahora se encuentra la plaza Alférez Sobral, denominada "La Pólbora". Algunas de esas parcelas formaron parte luego de la famosa quinta de «Palermo de San Benito», de Rosas, y se la denominaba en esa época el «Cantón de Torrecillas», donde eventualmente acampaban sus tropas. A principios del 1900 sus descendientes tenían un almacén de ramos generales en Cabello y Salguero, y en el fondo una plantación de mijo de Guinea, que utilizaban para la fabricación de escobas.